# بازی‌های پان امریکن ۲۰۰۳
بازی‌های پان امریکن ۲۰۰۳ (انگلیسی: 2003 Pan American Games) چهاردهمین دوره بازی‌های پان امریکن است که از ۱ تا ۱۷ اوت ۲۰۰۳ در سانتو دومینگو، جمهوری دومینیکن با حضور ۵٬۲۲۳ ورزشکار برگزار شده‌است.
کسب میزبانی بازی‌ها توسط جمهوری دومینیکن در اواسط دهه ۱۹۹۰ انجام شد، زمانی که این کشور یکی از بالاترین نرخ‌های رشد را در آمریکای لاتین داشت.

## جدول مدال‌ها
*   کشور میزبان ( جمهوری دومینیکن)
| رتبه            | کشور                | طلا | نقره | برنز | مجموع |
| --------------- | ------------------- | --- | ---- | ---- | ----- |
| ۱               | ایالات متحده آمریکا | ۱۱۷ | ۸۰   | ۷۳   | ۲۷۰   |
| ۲               | کوبا                | ۷۲  | ۴۱   | ۳۹   | ۱۵۲   |
| ۳               | کانادا              | ۲۹  | ۵۷   | ۴۲   | ۱۲۸   |
| ۴               | برزیل               | ۲۹  | ۴۰   | ۵۴   | ۱۲۳   |
| ۵               | مکزیک               | ۲۰  | ۲۷   | ۳۲   | ۷۹    |
| ۶               | ونزوئلا             | ۱۶  | ۲۱   | ۲۷   | ۶۴    |
| ۷               | آرژانتین            | ۱۶  | ۲۰   | ۲۷   | ۶۳    |
| ۸               | کلمبیا              | ۱۱  | ۷    | ۲۵   | ۴۳    |
| ۹               | جمهوری دومینیکن*    | ۱۰  | ۱۲   | ۱۹   | ۴۱    |
| ۱۰              | جامائیکا            | ۵   | ۲    | ۶    | ۱۳    |
| ۱۱              | پورتوریکو           | ۳   | ۴    | ۹    | ۱۶    |
| ۱۲              | اکوادور             | ۳   | ۱    | ۵    | ۹     |
| ۱۳              | شیلی                | ۲   | ۱۰   | ۱۰   | ۲۲    |
| ۱۴              | ترینیداد و توباگو   | ۲   | ۴    | ۱    | ۷     |
| ۱۵              | اروگوئه             | ۲   | ۱    | ۵    | ۸     |
| ۱۶              | پرو                 | ۱   | ۱    | ۸    | ۱۰    |
| ۱۷              | گواتمالا            | ۰   | ۳    | ۹    | ۱۲    |
| ۱۸              | السالوادور          | ۰   | ۲    | ۲    | ۴     |
| ۱۹              | باهاما              | ۰   | ۲    | ۰    | ۲     |
| ۲۰              | هائیتی              | ۰   | ۱    | ۲    | ۳     |
| ۲۱              | گرنادا              | ۰   | ۱    | ۱    | ۲     |
| ۲۱              | گویان               | ۰   | ۱    | ۱    | ۲     |
| ۲۳              | برمودا              | ۰   | ۱    | ۰    | ۱     |
| ۲۳              | جزایر کیمن          | ۰   | ۱    | ۰    | ۱     |
| ۲۵              | بولیوی              | ۰   | ۰    | ۲    | ۲     |
| ۲۵              | پاناما              | ۰   | ۰    | ۲    | ۲     |
| ۲۷              | آنتیل هلند          | ۰   | ۰    | ۱    | ۱     |
| ۲۷              | باربادوس            | ۰   | ۰    | ۱    | ۱     |
| ۲۷              | سنت لوسیا           | ۰   | ۰    | ۱    | ۱     |
| ۲۷              | هنگ کنگ             | ۰   | ۰    | ۱    | ۱     |
| ۲۷              | کاستاریکا           | ۰   | ۰    | ۱    | ۱     |
| مجموع (۳۱ کشور) | مجموع (۳۱ کشور)     | ۳۳۸ | ۳۴۰  | ۴۰۶  | ۱۰۸۴  |

## ورزش‌ها
در این دوره بازی‌ها مسابقات پیلوتای باسکی و اسکی روی آب دوباره برگزار شده‌است. and waterskiing to the Games.
- تیراندازی با کمان
- دو و میدانی
- بدمینتون
- بیسبال
- بسکتبال
- پیلوتای باسکی
- بولینگ
- بوکس
- کانو و کایاک
- دوچرخه‌سواری
- شیرجه
- سوارکاری
- شمشیربازی
- هاکی روی چمن
- فوتبال
- ژیمناستیک
- هندبال
- جودو
- کاراته
- پنج‌گانه مدرن
- راکت‌بال
- اسکیت
- روئینگ
- قایقران بادبانی
- تیراندازی
- سافت‌بال
- اسکواش
- شنا
- شنای موزون
- تنیس روی میز
- تکواندو
- تنیس
- سه‌گانه
- والیبال
- واترپلو
- اسکی روی آب
- وزنه‌برداری
- شنا